# Konstantinas Romualdas Dobrovolskis
Konstantinas Romualdas Dobrovolskis (* 25. Dezember 1939 in Radviliškis; † 5. Mai 2021) war ein litauischer Radiologe.

## Leben
Nach dem Abitur 1957 an der Žemaitė-Mittelschule Telšiai absolvierte er 1963 das Studium der Medizin an der Vilniaus universitetas. Von 1964 bis 1976 arbeitete er als Röntgenologe und Leiter der Unterabteilung im Roten Kreuz. Ab 1976 leitete er die Unterabteilung für Röntgendiagnostik am Krankenhaus Vilnius. 1992 promovierte er in Medizin. Von 1993 bis 2005 war er Leiter des Zentrums für Radiologie an Kliniken Santariškės. Von 2001 bis 2003 war er Gesundheitsminister Litauens im Kabinett Brazauskas I.
Er war Mitglied von Naujoji sąjunga.

## Quelle
- Biografie (VRK.lt)